# フォザリンゲイ2
| 専門評論家によるレビュー | 専門評論家によるレビュー |
| レビュー・スコア         | レビュー・スコア         |
| 出典                     | 評価                     |
| ------------------------ | ------------------------ |
| オールミュージック       | [ 1 ]                    |

『2』 (Fotheringay 2) は、サンディ・デニーが1969年にフェアポート・コンヴェンションを脱退した後に作ったグループによるアルバム。バンドの存続期間が短く、後に別のコンピレーションに収録されることになる数曲が完成した後に1971年に解散してしまった。残りについてはデニーとトレヴァー・ルーカスの死後にジェリー・ドナヒューによってさまざまな完成状態のマスターから集められ、必要に応じて追加のスタジオ録音が施されて、最終的に2008年にリリースされた。このアルバムのために作られた「John the Gun」と「Late November」の2曲は再レコーディングされて1971年のデニーのファースト・アルバム『海と私のねじれたキャンドル』に収録され、それ以外の曲のライブ・バージョンについても後に編集されて2015年に『Nothing More: The Collected Fotheringay』としてリリースされたBBCのラジオ放送やライブ・コンサートでの録音がコレクターには知られていた。

## 収録曲
特記あるものを除き、全曲フォザリンゲイ編曲によるトラディショナル。
1. "John the Gun" (サンディ・デニー) – 5.07
2. "Eppie Moray" – 4.45
3. "Wild Mountain Thyme" – 3.51
4. "Knights of the Road" (トレヴァー・ルーカス / ピート・ローチ) – 4.10
5. "Late November" (デニー) – 4.40
6. "Restless" (ルーカス / ローチ) – 2.48
7. "Gypsy Davey" – 3.42
8. "I Don't Believe You" (ボブ・ディラン) – 4.45
9. "Silver Threads and Golden Needles" (ディック・レイノルズ / ジャック・ローズ) – 4.30
10. "Bold Jack Donahue" – 7.38
11. "Two Weeks Last Summer" (デイヴ・コーシンズ) – 3.51

## パーソネル
- サンディ・デニー – ギター、ピアノ、ボーカル
- トレヴァー・ルーカス – ギター、ボーカル
- ジェリー・ドナヒュー – ギター、ボーカル
- パット・ドナルドソン – ベース、ボーカル
- ジェリー・コンウェイ – ドラムス

### ゲスト
- サム・ドナヒュー – サキソフォン
- ウェンディ・リガート・ヴァン・ゲルダ―  – バック・ボーカル
- ジョン・"ラビット"・バンドリック – オルガン

## 製作
- プロデューサー：ジェリー・ドナヒュー
- エンジニア：ジョン・ウッド、ジェリー・ボーイズ、スコット・ワイトリー、ヘンノ・アルソフ、ジャスティン・フォックス、リチャード・バロン、ジェリー・ドナヒュー
- マスタリング：ベン・ワイズマン
- 美術監督：ディヴィッド・サフ、フィル・スミー
- 撮影： n/a
- ライナー・ノーツ：リチャード・ウィリアムス